# Яровиця (гора)
Ярови́ця — гора в Яловичорських горах (Українські Карпати), на хребті Яровець. Розташована на півдні Путильського району Чернівецької області, на південний захід від села Верхній Яловець.
Висота — 1574,4 м. Гора має овальну форму, простягається зі сходу на північний захід, де пологою перемичкою з'єднується з іншими вершинами хребта Яровець. Північні та південні схили гори дуже стрімкі. Вершина і привершинна частина незаліснена.
На південь від гори простягається хребет Томнатикул з вершиною Томнатик.